# Szeklownik
Szeklownik – prosty klucz do odkręcania trudno odkręcających się przetyczek w szeklach. W najprostszym wydaniu jest to gruby płaskownik z otworem w postaci podłużnego otworu o zmniejszającej się szerokości (co umożliwia odkręcenie przetyczek szekli różnych rozmiarów), może też zawierać otwory pod znormalizowane łby śrub.